# Nerekhta
Huyện Nerekhta (tiếng Nga: ? райо́н) là một huyện hành chính tự quản (raion), của Tỉnh Kostroma, Nga. Huyện có diện tích 7 km², dân số thời điểm ngày 1 tháng 1 năm 2000 là 28000 người. Trung tâm của huyện đóng ở Nerekhta.